# Margarita Zavala
Margarita Ester Zavala Gómez del Campo de Calderón (Cidade do México, 25 de julho de 1967) é uma advogada, professora e política mexicana. Ela foi a primeira-dama do México de 2006 a 2012, durante a presidência de seu marido Felipe Calderón. Também foi deputada multilateral do Congresso da União durante a LIX Legislatura de 2003 a 2006 e deputada local da Assembleia Legislativa do Distrito Federal de 1994 a 1997.
Em junho de 2015, por meio de um vídeo, anunciou sua intenção de concorrer à Presidência da República nas eleições de 2018. No dia 6 de outubro de 2017, após 33 anos de filiação, renunciou ao Partido da Ação Nacional para ser candidata independente. O INE determinou em 23 de março de 2018 que Margarita Zavala foi a única candidata que conseguiu cumprir o limite de assinaturas exigido para a nomeação da primeira candidatura independente para a Presidência do México. No entanto, em 16 de março, renunciou à candidatura.

## Honras
- Espanha: Grã-cruz da Ordem de Isabel a Católica‎ (2008);
- Dinamarca: Grã-cruz da Ordem de Dannebrog (2008).